# Млынок (Житомирская область)
Млыно́к (укр. Млинок) — село в Олевском районе Житомирской области Украины. Основано в 1848 году.
Код КОАТУУ — 1824484404. Население по переписи 2001 года составляет 129 человек. Почтовый индекс — 11015. Телефонный код — 4135. Занимает площадь 0,5 км².

## История
В 1946 году указом ПВС УССР село Млынок-Собичинский переименовано в Млынок.

## Адрес местного совета
11010, Житомирская обл., Олевский р-н, с. Покровское, ул. 8-го Марта, 16; тел. 9-62-31.